# Snowboard nos Jogos Olímpicos de Inverno de 2022 - Halfpipe masculino
A competição de halfpipe masculino do snowboard nos Jogos Olímpicos de Inverno de 2022 ocorreu nos dias 9 e 11 de fevereiro no Parque de Neve Genting, em Zhangjiakou.

## Medalhistas
| Ouro   | JPN Ayumu Hirano |
| Prata  | AUS Scotty James |
| Bronze | SUI Jan Scherrer |

## Resultados
Os 12 melhores atletas avançam para a final.

### Qualificação
| Pos. | Bib | Ordem | Atleta           | País               | Descida 1 | Descida 2 | Melhor | Notas |
| ---- | --- | ----- | ---------------- | ------------------ | --------- | --------- | ------ | ----- |
| 1    | 3   | 1     | Ayumu Hirano     | JPN Japão          | 87.25     | 93.25     | 93.25  | Q     |
| 2    | 2   | 4     | Scotty James     | AUS Austrália      | 88.25     | 91.25     | 91.25  | Q     |
| 3    | 5   | 2     | Ruka Hirano      | JPN Japão          | 80.75     | 87.00     | 87.00  | Q     |
| 4    | 9   | 23    | Shaun White      | USA Estados Unidos | 24.25     | 86.25     | 86.25  | Q     |
| 5    | 14  | 9     | Valentino Guseli | AUS Austrália      | 31.75     | 85.75     | 85.75  | Q     |
| 6    | 1   | 3     | Yūto Totsuka     | JPN Japão          | 84.50     | 12.00     | 84.50  | Q     |
| 7    | 8   | 20    | Taylor Gold      | USA Estados Unidos | 81.25     | 83.50     | 83.50  | Q     |
| 8    | 4   | 5     | Jan Scherrer     | SUI Suíça          | 73.50     | 79.25     | 79.25  | Q     |
| 9    | 13  | 11    | Kaishu Hirano    | JPN Japão          | 74.75     | 77.25     | 77.25  | Q     |
| 10   | 6   | 16    | André Höflich    | GER Alemanha       | 75.00     | 17.75     | 75.00  | Q     |
| 11   | 7   | 19    | Patrick Burgener | SUI Suíça          | 70.75     | 73.00     | 73.00  | Q     |
| 12   | 11  | 25    | Chase Josey      | USA Estados Unidos | 15.75     | 69.50     | 69.50  | Q     |
| 13   | 19  | 15    | Louie Vito       | ITA Itália         | 60.25     | 3.25      | 60.25  |       |
| 14   | 21  | 7     | Gu Ao            | CHN China          | 50.25     | 58.50     | 58.50  |       |
| 15   | 16  | 17    | Seamus O'Connor  | IRL Irlanda        | 57.00     | 10.25     | 57.00  |       |
| 16   | 22  | 18    | Fan Xiaobing     | CHN China          | 39.00     | 44.00     | 44.00  |       |
| 17   | 12  | 14    | Lucas Foster     | USA Estados Unidos | 42.00     | 21.50     | 42.00  |       |
| 18   | 25  | 8     | Lee Chae-un      | KOR Coreia do Sul  | 26.00     | 35.00     | 35.00  |       |
| 19   | 23  | 21    | Lorenzo Gennero  | ITA Itália         | 34.75     | 2.00      | 34.75  |       |
| 20   | 17  | 13    | Liam Tourki      | FRA França         | 25.50     | 11.50     | 25.50  |       |
| 21   | 15  | 22    | Wang Ziyang      | CHN China          | 20.25     | 7.50      | 20.25  |       |
| 22   | 18  | 10    | Tit Štante       | SLO Eslovênia      | 18.25     | 5.75      | 18.25  |       |
| 23   | 20  | 12    | Liam Gill        | CAN Canadá         | 16.75     | 15.50     | 16.75  |       |
| 24   | 10  | 24    | David Hablützel  | SUI Suíça          | 15.50     | 14.00     | 15.50  |       |
| 25   | 24  | 6     | Gao Hongbo       | CHN China          | 15.00     | DNS       | 15.00  |       |

### Final
A final foi disputada em 11 de fevereiro às 9:30.
| Pos. | Bib | Ordem | Atleta           | País               | Descida 1 | Descida 2 | Descida 3 | Melhor | Notas |
| ---- | --- | ----- | ---------------- | ------------------ | --------- | --------- | --------- | ------ | ----- |
| 01 ! | 3   | 12    | Ayumu Hirano     | JPN Japão          | 33.75     | 91.75     | 96.00     | 96.00  |       |
| 02 ! | 2   | 11    | Scotty James     | AUS Austrália      | 16.50     | 92.50     | 47.75     | 92.50  |       |
| 03 ! | 4   | 5     | Jan Scherrer     | SUI Suíça          | 70.50     | 87.25     | 7.50      | 87.25  |       |
| 4    | 9   | 9     | Shaun White      | USA Estados Unidos | 72.00     | 85.00     | 14.75     | 85.00  |       |
| 5    | 8   | 6     | Taylor Gold      | USA Estados Unidos | 81.75     | 25.00     | 20.00     | 81.75  |       |
| 6    | 14  | 8     | Valentino Guseli | AUS Austrália      | 75.75     | 79.75     | 79.75     | 79.75  |       |
| 7    | 11  | 1     | Chase Josey      | USA Estados Unidos | 62.50     | 23.00     | 79.50     | 79.50  |       |
| 8    | 6   | 3     | André Höflich    | GER Alemanha       | 13.25     | 76.00     | 50.00     | 76.00  |       |
| 9    | 13  | 4     | Kaishu Hirano    | JPN Japão          | 75.50     | 37.75     | 15.75     | 75.50  |       |
| 10   | 1   | 7     | Yūto Totsuka     | JPN Japão          | 62.00     | 69.75     | 26.50     | 69.75  |       |
| 11   | 7   | 2     | Patrick Burgener | SUI Suíça          | 54.50     | 5.75      | 69.50     | 69.50  |       |
| 12   | 5   | 10    | Ruka Hirano      | JPN Japão          | 13.00     | 11.75     | 9.25      | 13.00  |       |

Legenda
| Recorde mundial      | Recorde mundial (World record)               |                       | Recorde africano                      | Recorde africano (African) |                                           | Q | Classificado por posição (Qualified) |
| Recorde olímpico     | Recorde olímpico (Olympic record)            | Recorde da América    | Recorde da América (Americas)         | q                          | Classificado por melhor tempo (Qualified) |   |                                      |
| Melhor marca do ano  | Melhor marca do ano (World leading)          | Recorde asiático      | Recorde asiático (Asian)              | DNS                        | Não largou (Did not start)                |   |                                      |
| Recorde nacional     | Recorde nacional (National record)           | Recorde europeu       | Recorde europeu (European)            | DNF                        | Não terminou (Did not finish)             |   |                                      |
| Recorde pessoal      | Recorde pessoal do atleta (Personal best)    | Recorde da Oceania    | Recorde da Oceania (Oceania)          | DSQ / DQ                   | Desclassificado (Disqualified)            |   |                                      |
| Recorde da temporada | Recorde da temporada do atleta (Season best) | Recorde sul-americano | Recorde sul-americano (South America) | NM                         | Sem marca (No mark)                       |   |                                      |